# Joseph Kennedy (acteur)
Pour les articles homonymes, voir Joseph Kennedy (homonymie) et Kennedy.
Joseph Kennedy est un acteur, chanteur et musicien britannique, né en 1981 à Oxford.

## Biographie
Ses parents divorcent alors qu'il est encore enfant. Comme eux, Joseph Kennedy fait sa scolarité dans plusieurs écoles de théâtre. Son beau-père l'initie très jeune à la musique surtout au jazz. Joseph a été étudiant à Dragon School ainsi qu'à Abingdon School, puis, après avoir obtenu l'équivalent d'un baccalauréat en France, il rejoint la Central School of Speech and Drama à Londres. Avant d'apparaître dans Robin des Bois, il a joué dans divers séries télévisées et téléfilms. 
Il a interprété en 2008 le rôle de Carter dans la série télévisée Robin des Bois, mais le personnage meurt dans le dernier épisode de la saison 2, tué par le shérif de Nottingham.

## Vie personnelle
Joseph Kennedy a joué dans différents groupes de musique avant d'en fonder un sous le nom de Captive State, avec Tom Bootle.

## Carrière

### Filmographie
- 2006 : Housewife, 49e épisode (TV) : James Wenchurch
- 2006 : Where the Heart Is : Johnny (TV ; 1 épisode)
- 2006 : Don't Look Back in Anger (TV ; 2 épisodes) : Johnny
- 2006 : Inspecteur Barnaby : Roland Marwood (TV ; 1 épisode)
- 2006 : Four Funerals and a Wedding (TV) : Roland Marwood
- 2006 : Bobby Moore (Téléfilm) : Bobby Moore, (rôle principal)
- 2008 : Robin des Bois : Carter (TV ; 2 épisodes)
- 2009 : Trial & Retribution : Sebastian (TV ; 1 épisode)
- 2009 : Siren (Partie 1) ; (TV) : Sebastian
- 2010 : Baseline (film) : Jack
- 2010 : Sex & Drugs & Rock & Roll (film) : Davey Payne
- 2011 : Women in Love (TV ; 1 épisode, saison 1) : Anton Skrebensky
- 2011 : The Grind (film) : Barry
- 2011 : The Incident (film) : Ricky
- 2012 : Gozo (film) : Joe
- 2012 : Subculture (film) : Darryl
- 2017 : Brimstone de Martin Koolhoven : Le mari de la femme enceinte

### Théâtre
- 2004 : Twelfth Night ; Sebastian
- 2005 : Julius Caesar
- 2007 : Europe
- 2008 : Riflemind